# NGC 300
NGC 300 је спирална галаксија у сазвежђу Вајар која се налази на NGC листи објеката дубоког неба.
Деклинација објекта је - 37° 41' 3" а ректасцензија 0h 54m 53,3s. Привидна величина (магнитуда) објекта NGC 300 износи 8,1 а фотографска магнитуда 8,8. Налази се на удаљености од 1,990 милиона парсека од Сунца. NGC 300 је још познат и под ознакама ESO 295-20, MCG -6-3-5, AM 0052-375, IRAS 00528-3758, PGC 3238.